# Phaedrotes
Phaedrotes is een geslacht van vlinders van de familie Lycaenidae, uit de onderfamilie Lycaeninae.

## Soorten
- P. catalina (Reakirt, 1866)
- P. sagittigera (Felder & Felder, 1865)